# سومسار (شهرستان چتکل)
سومسار (به لاتین: Sumsar) یک منطقهٔ مسکونی در قرقیزستان است که در شهرستان چتکل واقع شده‌است. سومسار ۵٬۹۶۷ نفر جمعیت دارد و ۱٬۳۲۸ متر بالاتر از سطح دریا واقع شده‌است.